# Lago Qaraoun
El lago Qaraoun o Karaoun (en árabe: بحيرة القرعون‎, ALA-LC: Buḥayrat al-Qara'ūn ) es un lago artificial ubicado en la región sur del valle de la Becá en el Líbano. Fue creado cerca del pueblo de Karaoun en 1959 mediante la construcción de una represa de hormigón de 61 m de altura (la represa más grande del país) en el curso medio del río Litani. El embalse se ha utilizado para generación de energía hidroeléctrica (190 megavatios o 250.000 hp ), suministro de agua para uso doméstico y para riego de 27,500 ha (68.000 acres).
El flujo anual de agua superficial en el río Litani recibido en el lago Qaraoun se utiliza para generar energía hidroeléctrica de 600 GWh en tres centrales hidroeléctricas en Markaba, Awali y Jun con una capacidad instalada total de 190 megavatios (250.000 hp). Durante la estación seca, se desvía agua de la central eléctrica de Markaba para satisfacer las necesidades de riego de Kassmieh.
El lago es hábitat de unas 20.000 aves migratorias que lo visitan anualmente.

## Geografía
La parte superior del río Litani, donde se ha creado el lago artificial con la presa a una altitud de unos 800 m (2620 ft), se encuentra en la región interior del valle de la Becá, cuyo rango de elevación generalmente se encuentra entre 650–1600 m (2130–5250 pies), con picos de montaña que se elevan hasta 3,090 m (10.140 pies).
El Litani drena el extremo sur de las llanuras del valle de la Becá (una continuación del valle del Jordán), cruza la periferia sur de la cordillera del Monte Líbano y desemboca en el mar al norte de Tiro, después de atravesar una longitud de 170 kilómetros (110 mi) íntegramente en el Líbano. El sistema hidrográfico del Líbano que consta de 40 corrientes principales se clasifica en cinco regiones, que incluye la cuenca del Litani formada por el río homónimo en su parte este y sur, desembocando en el mar en el extremo suroeste. La cuenca tiene un área de captación total de 2 120 km cuadrados, que forma el 20% del área del país, con alrededor de 1 600 km cuadrados, interceptado en el lago Qaraoun por la represa El Qaroun por proporcionar varios beneficios.
El río Litani, que se encuentra completamente dentro del territorio del Líbano, nace cerca de la ciudad histórica de Baalbek y fluye a lo largo de 170 kilómetros (110 mi) antes de desembocar en el Mediterráneo.
El terreno den los alrededores del embalse está formado por tierras de cultivo en el lado este donde se aprecian cultivos herbáceos y olivares. También se observa el pastoreo de ovejas y cabras. En la periferia occidental del lago, con una fuerte pendiente, hay huertos frutales y pastizales para pastoreo.

### Geología
La formación geológica en el eje de la presa y el embalse consiste en calizas, margas calcáreas y depósitos aluviales con calizas kársticas y semikársticas tanto aguas arriba del área del embalse como a lo largo del eje de la presa. La marga en el área del yacimiento tiene baja permeabilidad.

### Recursos hídricos y generación eléctrica

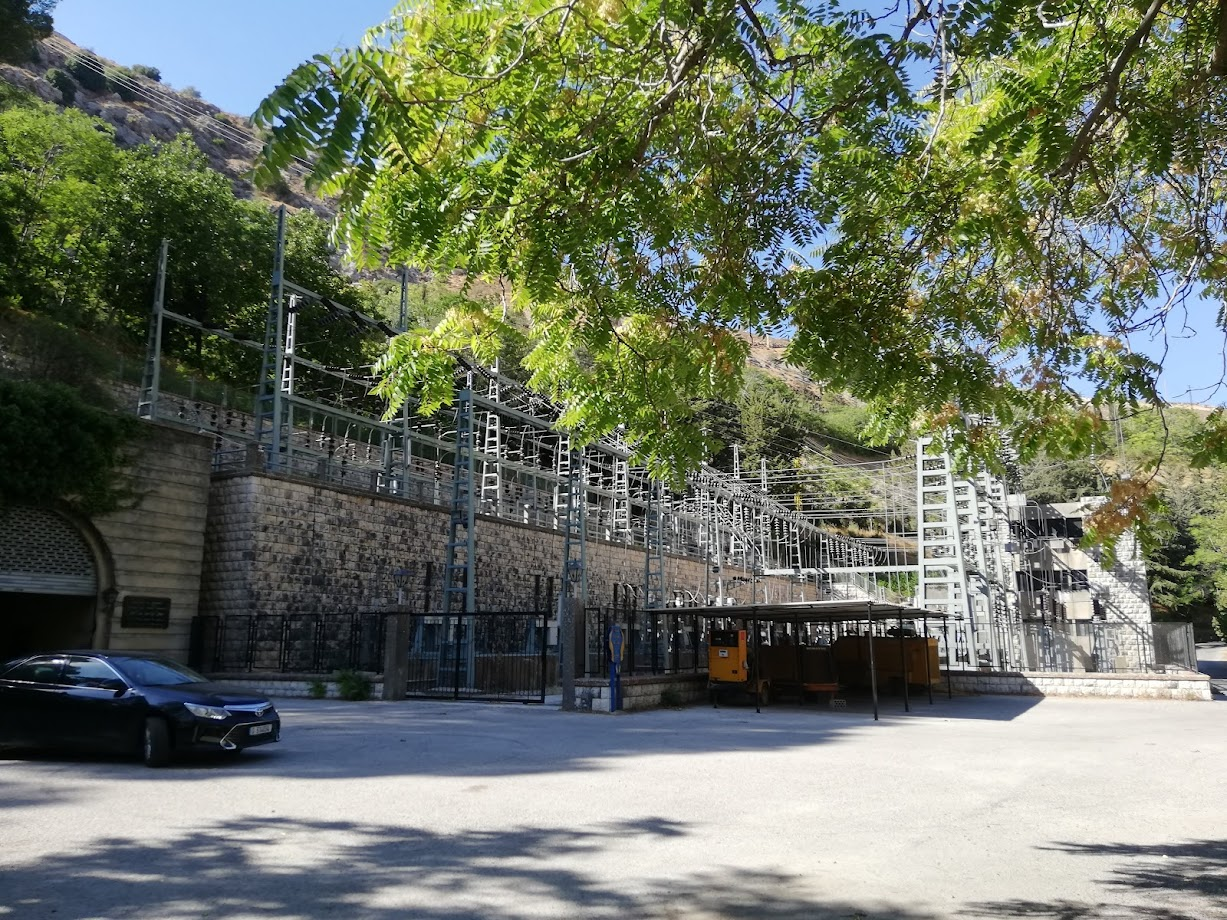
Central hidroeléctrica Ibrahim Abdel Al

La central hidroeléctrica Ibrahim Abdel Al, establecida en 1962, está ubicada en Markaba en la gobernación de Becá, a 11 km del lago y 660 metros sobre el nivel del mar. Es la primera de tres centrales hidroeléctricas que generan energía a partir del agua del lago Qaroun. La fuente de alimentación total de la estación Ibrahim Abdel Al es de 36 MW generados por dos unidades de generación de energía.
La central hidroeléctrica Paul Arcache es la planta hidroeléctrica más grande del Líbano, con una fuente de alimentación total de 108 MW. Está ubicada en Al-Awwali cerca del río Awali a 228.5 metros sobre el nivel del mar. Fue establecido en 1965. La planta también extrae agua del lago Qaroun después de que sale de la planta de Abdel Al a través de un túnel de 17 km donde se une el agua de diferentes manantiales y arroyos como Ain el Zarqa y Nahr el Cheta. El túnel cruza Jabal Niha-Jezzine hacia la cuenca de Anane ubicada sobre la planta, 630 metros sobre el nivel del mar.
La central hidroeléctrica Charles Helou entró en funcionamiento en 1968 y se encuentra en Joun, a orillas del río Awali, a 32 metros sobre el nivel del mar. La planta utiliza el agua que cae desde una altura de 194 metros desde la cuenca Awali, ubicada en el extremo inferior de la planta de Paul Arcache. La cuenca toma agua descargada de la planta de Paul Arcache y del río Bisri.

## Embalse

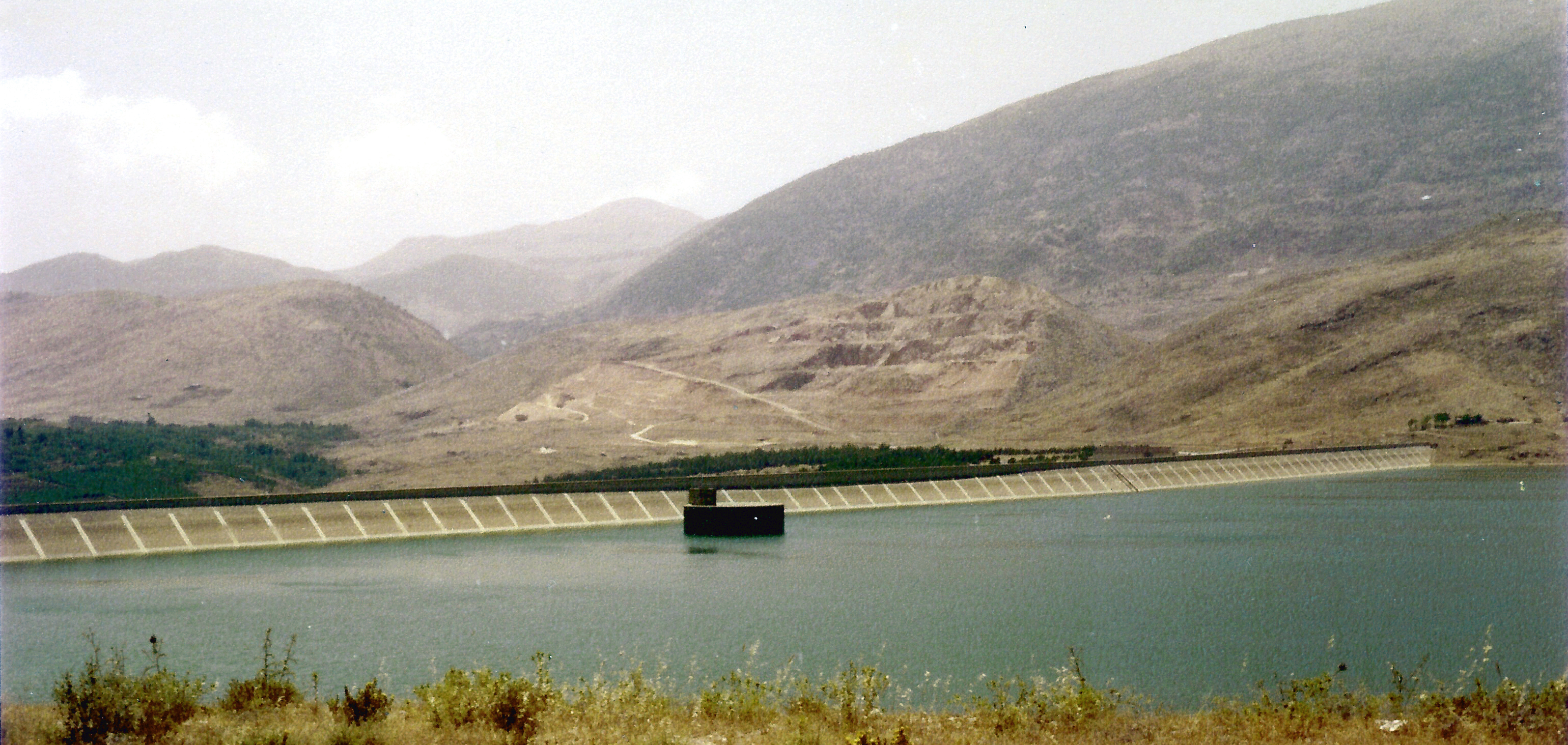
Vista de la represa y el embalse de Qaraoun

El embalse creado por la represa Qaroun en el río Litani tiene un área de distribución de agua de 11.9 km cuadrados. Es el lago artificial más grande del Líbano, ubicado en la parte sur del fértil valle de Becá. La generación de energía es un beneficio principal, que satisface alrededor del 7% al 10% de los requisitos de energía en el Líbano. Sin embargo, las aguas almacenadas también brindan beneficios al riego, utilizándose 110 millones de metros cúbicos en el sur del Líbano y 30 millones de metros cúbicos en Becá, así como para el suministro de agua doméstica en el sur del país. La operación controlada del embalse también brinda beneficios de control de inundaciones y prevención del anegamiento en un área de alrededor de 1 500 hectáreas.
Entre 1999 y 2000, el Ministerio de Medio Ambiente y la Autoridad del Río Litani investigaron la calidad del agua del embalse en 16 puntos de muestreo en el río y sus afluentes como parte de un ejercicio para desarrollar un plan de gestión para el río Litani y la cuenca del lago Qaroun. Se observó que siete redes de alcantarillado drenan directamente al río. Las aguas residuales sin tratar de las ciudades de Baalbek, Houch el Rafqa, Qaa er Rim, Zahlé, Chtaura, Qabb Elias, Bar Elias, Joub Jannine y Karaoun desembocan en el río Litani o sus afluentes, además de los efluentes industriales de fábricas relacionadas con la producción de azúcar, trituradoras de papel, plomo, caliza, agroindustrias y también de granjas avícolas, curtiembres y mataderos. La contaminación se nota por los altos valores registrados de DBO 5 (79 mg/L) y nitratos (1.7 mg/L) en el río Litani.
La vegetación en la periferia del lago consiste en bosques, huertas y matorrales bajos. Durante las variaciones del nivel del agua en el lago no se ha observado vegetación sumergida o emergente. Cuando el nivel del agua está en su nivel más bajo en el lago, se ha notado una pendiente de tierra esteparia con vegetación baja de terreno de guijarros rocosos donde se ven bandadas de alondras y avefrías.
La avifauna en la zona del embalse es muy destacable, ya que se han avistado 20 mil aves migratorias de especies de rapaces, cigüeñas, pelícanos y otras. El porrón pardo (Aythya nyroca), el aguilucho papialbo (Circus macrourus), el águila moteada (Aquila clanga), el águila imperial oriental (Aquila heliaca) y la avefría sociable (Vanellus gregarius) son algunas de las aves que son motivo de preocupación para la conservación, según la Lista Roja de la UICN de 2008.

## Arqueología
El sitio arqueológico de Ain Jaouze domina el lago Qaraoun al pie de Jebel Baruk al oeste de la carretera de Chtaura a Jezzine. El arqueólogo jesuita Auguste Bergy recolectó pedernales de la superficie de este sitio, que se sugiere que sean similares a los del Neolítico posterior de Biblos.

## Turismo
En la periferia occidental del lago hay muchos restaurantes y hoteles que son populares a fines de la primavera y el verano. Durante este tiempo, muchos barcos grandes operan en el lago para fines turísticos y de pesca recreativa. En invierno, cuando el nivel del agua en el lago es alto, se operan botes para cazar aves, principalmente cigüeñas, garzas, garcetas y especies de alondras.